# Rowan County (North Carolina)
Rowan County ist ein County im Bundesstaat North Carolina der Vereinigten Staaten. Der Verwaltungssitz (County Seat) ist Salisbury.

## Geographie
Das County liegt im mittleren Westen von North Carolina, ist im Südwesten etwa 60 km von South Carolina entfernt und hat eine Fläche von 1357 Quadratkilometern, wovon 32 Quadratkilometer Wasserfläche sind. Es grenzt im Uhrzeigersinn an folgende Countys: Davie County, Davidson County, Stanly County, Cabarrus County und Iredell County.
Rowan County ist in 16 Townships aufgeteilt: Atwell, China Grove, Cleveland, East Spencer, Franklin, Gold Hill, Kannapolis, Litaker, Locke, Morgan, Mount Ulla, Providence, Salisbury, Scotch Irish, Spencer, Steele und Unity.

## Geschichte
Rowan County wurde am 27. März 1753 aus Teilen des Anson County gebildet. Benannt wurde es nach Matthew Rowan, einem politischen Führer und Gouverneur der Province of North Carolina von 1753 bis 1754.

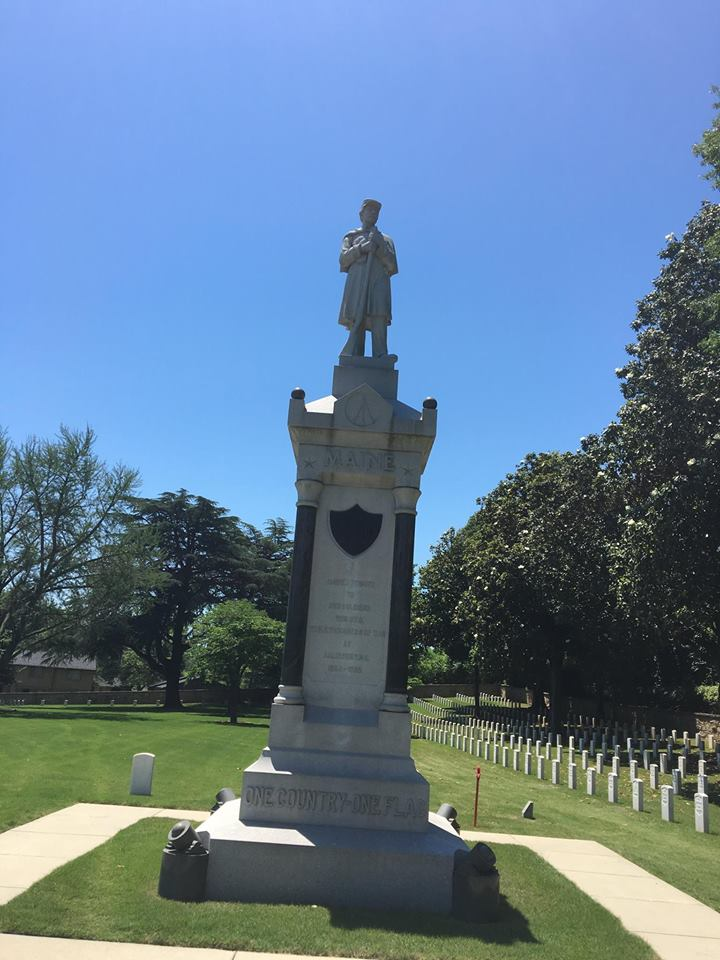
Das Maine Monument (2017) auf dem Salisbury National Cemetery. Dieser United States National Cemetery ist einer von 65 Einträgen des Countys im National Register of Historic Places.

65 Bauwerke und Stätten des Countys sind insgesamt im National Register of Historic Places eingetragen (Stand 15. März 2018).

## Demografische Daten
Nach der Volkszählung im Jahr 2000 lebten im Rowan County 130.340 Menschen in 49.940 Haushalten und 35.507 Familien. Die Bevölkerungsdichte betrug 98 Einwohner pro Quadratkilometer. Ethnisch betrachtet setzte sich die Bevölkerung zusammen aus 80,02 Prozent Weißen, 15,78 Prozent Afroamerikanern, 0,33 Prozent amerikanischen Ureinwohnern, 0,85 Prozent Asiaten, 0,03 Prozent Bewohnern aus dem pazifischen Inselraum und 2,00 Prozent aus anderen ethnischen Gruppen; 1,00 Prozent stammten von zwei oder mehr Ethnien ab. 4,12 Prozent der Bevölkerung waren spanischer oder lateinamerikanischer Abstammung.
Von den 49.940 Haushalten hatten 32,4 Prozent Kinder unter 18 Jahren, die bei ihnen lebten. 54,8 Prozent davon waren verheiratete, zusammenlebende Paare, 11,9 Prozent waren allein erziehende Mütter und 28,9 Prozent waren keine Familien. 24,7 Prozent waren Singlehaushalte und in 10,2 Prozent lebten Menschen mit 65 Jahren oder älter. Die Durchschnittshaushaltsgröße betrug 2,52 und die durchschnittliche Familiengröße war 2,98 Personen.
24,7 Prozent der Bevölkerung waren unter 18 Jahre alt. 9,1 Prozent zwischen 18 und 24 Jahre, 29,8 Prozent zwischen 25 und 44 Jahre, 22,5 Prozent zwischen 45 und 64, und 14,0 Prozent waren 65 Jahre alt oder Älter. Das Durchschnittsalter betrug 36 Jahre. Auf alle weibliche Personen kamen 97,6 männliche Personen. Auf alle Frauen im Alter von 18 Jahren oder darüber kamen 95,3 Männer.
Das jährliche Durchschnittseinkommen eines Haushalts betrug 37.494 $ und das jährliche Durchschnittseinkommen einer Familie betrug 44.242 $. Männer hatten ein durchschnittliches Einkommen von 31.626 $ gegenüber den Frauen mit 23.437 $. Das Prokopfeinkommen betrug 18.071 $. 10,6 Prozent der Bevölkerung und 8,1 Prozent der Familien lebten unterhalb der Armutsgrenze. 13,7 Prozent von ihnen sind Kinder und Jugendliche unter 18 Jahre und 11,4 Prozent sind 65 Jahre oder älter.